# Peter Lange (Schiedsrichter)
Peter Lange (* 8. November 1966) ist ein ehemaliger deutscher Fußballschiedsrichter.

## Werdegang
Lange entstammte dem Schiedsrichterwesen des Württembergischen Fußballverbands, in dessen obersten Spielklassen er zu Beginn der 1990er Jahre Spiele leitete. Im Jahre 1996 rückte er in den Profibereich auf und wurde Schiedsrichter in der 2. Fußball-Bundesliga. Nach seinem Debüt im Spiel zwischen dem FC Carl Zeiss Jena und dem VfB Oldenburg am 25. August 1996 leitete er bis 2003 insgesamt 60 Zweitligapartien und sieben Spiele im DFB-Pokal, vornehmlich in der jeweils ersten Spielrunde. Im Sommer 2000 wurde ihm die Leitung des Endspiels um den WFV-Pokal 1999/00 übertragen, dabei gewann die Amateurmannschaft des VfB Stuttgart durch einen 3:1-Erfolg über die Amateurmannschaft des SSV Ulm 1846 den Titel.
Zwischen 2000 und 2003 war Lange zeitweise als Schiedsrichterassistent von Hermann Albrecht in der Fußball-Bundesliga sowie der Qualifikation zur UEFA Champions League tätig.